# Mohammed Abdulla Mohamed
Mohammed Abdulla Hassan Mohamed (2 december 1978) is een voetbalscheidsrechter uit de Verenigde Arabische Emiraten. Hij is in dienst van FIFA en AFC sinds 2009. Ook leidt hij wedstrijden in de UAE Pro League.
Op 1 februari 2009 leidde Mohamed zijn eerste interlandwedstrijd, toen Syrië met 1–1 gelijkspeelde tegen Zuid-Korea. Tijdens deze wedstrijd toonde Mohamed een gele kaart aan de Zuid-Koreaan Kim Dong-jin. In april 2018 werd hij gekozen als een van de zesendertig scheidsrechters die actief zouden zijn op het WK 2018 in Rusland. In 2022 werd hij opnieuw opgenomen op de lijst van scheidsrechters voor het wereldkampioenschap, ditmaal in Qatar.

## Interlands
| Datum            | Plaats                   | Wedstrijd                              | Uitslag | Competitie           | Kreeg geel | Kreeg voor de tweede keer geel en dus rood | Weggestuurd |
| ---------------- | ------------------------ | -------------------------------------- | ------- | -------------------- | ---------- | ------------------------------------------ | ----------- |
| 1 februari 2009  | Dubai, VAE               | Syrië – Zuid-Korea                     | 1 – 1   | Vriendschappelijk    | 1          | 0                                          | 0           |
| 15 november 2011 | Dubai, VAE               | Wit-Rusland – Libië                    | 1 – 1   | Vriendschappelijk    | 1          | 1                                          | 1           |
| 17 april 2012    | Dubai, VAE               | Egypte – Irak                          | 0 – 0   | Vriendschappelijk    | 1          | 0                                          | 0           |
| 10 januari 2013  | Abu Dhabi, VAE           | Ghana – Egypte                         | 3 – 0   | Vriendschappelijk    | 3          | 0                                          | 0           |
| 29 december 2013 | Doha, Qatar              | Koeweit – Libanon                      | 2 – 0   | Vriendschappelijk    | 4          | 0                                          | 0           |
| 14 januari 2015  | Brisbane, Australië      | China – Oezbekistan                    | 2 – 1   | AK 2015              | 2          | 0                                          | 0           |
| 20 januari 2015  | Canberra, Australië      | Irak – Palestina                       | 2 – 0   | AK 2015              | 2          | 0                                          | 0           |
| 29 maart 2016    | Tasjkent, Oezbekistan    | Oezbekistan – Bahrein                  | 1 – 0   | WK 2018 kwalificatie | 3          | 0                                          | 0           |
| 1 september 2016 | Seoel, Zuid-Korea        | Zuid-Korea – China                     | 3 – 2   | WK 2018 kwalificatie | 4          | 0                                          | 0           |
| 11 oktober 2016  | Marrakesh, Marokko       | Marokko – Canada                       | 4 – 0   | Vriendschappelijk    | 4          | 0                                          | 0           |
| 17 december 2016 | Bangkok, Thailand        | Thailand – India                       | 2 – 0   | Vriendschappelijk    | 2          | 0                                          | 1           |
| 23 maart 2017    | Paya Rumput, Maleisië    | Syrië – Oezbekistan                    | 1 – 0   | WK 2018 kwalificatie | 6          | 0                                          | 0           |
| 21 maart 2018    | Amman, Jordanië          | Jordanië – Koeweit                     | 1 – 0   | Vriendschappelijk    | 4          | 0                                          | 0           |
| 21 juni 2018     | Jekaterinenburg, Rusland | Frankrijk – Peru                       | 1 – 0   | WK 2018              | 4          | 0                                          | 0           |
| 7 januari 2019   | Al Ain, VAE              | China – Kirgizië                       | 2 – 1   | AK 2019              | 1          | 0                                          | 0           |
| 17 januari 2019  | Al Ain, VAE              | Japan – Oezbekistan                    | 2 – 1   | AK 2019              | 4          | 0                                          | 0           |
| 20 januari 2019  | Al Ain, VAE              | Thailand – China                       | 1 – 2   | AK 2019              | 7          | 0                                          | 0           |
| 24 januari 2019  | Dubai, VAE               | Vietnam – Japan                        | 0 – 1   | AK 2019              | 2          | 0                                          | 0           |
| 19 november 2019 | Amman, Jordanië          | Jordanië – Chinees Taipei              | 5 – 0   | WK 2022 kwalificatie | 1          | 0                                          | 0           |
| 27 november 2019 | Doha, Qatar              | Saoedi-Arabië – Koeweit                | 1 – 3   | Vriendschappelijk    | 3          | 0                                          | 0           |
| 24 maart 2021    | Dubai, VAE               | Jordanië – Libanon                     | 1 – 0   | Vriendschappelijk    | 1          | 0                                          | 0           |
| 3 juni 2021      | Riyad, Saoedi-Arabië     | Palestina – Singapore                  | 4 – 0   | WK 2022 kwalificatie | 2          | 0                                          | 0           |
| 11 juni 2021     | Riyad, Saoedi-Arabië     | Jemen – Oezbekistan                    | 0 – 1   | WK 2022 kwalificatie | 5          | 0                                          | 0           |
| 2 september 2021 | Suita, Japan             | Japan – Oman                           | 0 – 1   | WK 2022 kwalificatie | 3          | 0                                          | 0           |
| 7 oktober 2021   | Sharjah, VAE             | China – Vietnam                        | 3 – 2   | WK 2022 kwalificatie | 2          | 0                                          | 0           |
| 11 november 2021 | Hanoi, Vietnam           | Vietnam – Japan                        | 0 – 1   | WK 2022 kwalificatie | 2          | 0                                          | 0           |
| 1 februari 2022  | Muscat, Oman             | Oman – Australië                       | 2 – 2   | WK 2022 kwalificatie | 3          | 0                                          | 0           |
| 24 maart 2022    | Sharjah, VAE             | China – Saoedi-Arabië                  | 1 – 1   | WK 2022 kwalificatie | 4          | 0                                          | 0           |
| 27 maart 2022    | Doha, Qatar              | Salomonseilanden – Papoea-Nieuw-Guinea | 3 – 2   | WK 2022 kwalificatie | 3          | 0                                          | 0           |
| 23 november 2022 | Doha, Qatar              | Spanje – Costa Rica                    | 7 – 0   | WK 2022              | 1          | 0                                          | 0           |
| 28 november 2022 | Al Wakrah, Qatar         | Kameroen – Servië                      | 3 – 3   | WK 2022              | 4          | 0                                          | 0           |
| 21 november 2023 | Tasjkent, Oezbekistan    | Oezbekistan – Iran                     | 2 – 2   | WK 2026 kwalificatie | 4          | 0                                          | 0           |
| 15 januari 2024  | Al Wakrah, Qatar         | Maleisië – Jordanië                    | 0 – 4   | AK 2023              | 1          | 0                                          | 0           |
| 28 januari 2024  | Ar Rayyan, Qatar         | Australië – Indonesië                  | 4 – 0   | AK 2023              | 6          | 0                                          | 0           |
| 6 februari 2024  | Ar Rayyan, Qatar         | Jordanië – Zuid-Korea                  | 2 – 0   | AK 2023              | 5          | 0                                          | 0           |

Laatst bijgewerkt op 27 november 2024.